# 최현경
최현경은 대한민국의 드라마 작가이다. 

## 극본

### 드라마
- 1989년 KBS2 단막극 《KBS 드라마게임 - 미로일기》 (1989-11-17)
- 1990년 KBS2 단막극 《KBS 드라마게임 - 생명의 시작》 (1990-01-05)
- 1990년 KBS2 단막극 《KBS 드라마게임 - 서른 아홉의 날개》 (1990-05-25)
- 1990년 KBS2 단막극 《KBS 드라마게임 - 아침노을 저녁비》 (1990-07-13)
- 1990년 KBS2 단막극 《KBS 드라마게임 - 바람놀이》 (1990-08-17)
- 1990년 KBS2 단막극 《KBS 드라마게임 - 닻》 (1990-09-21)
- 1990년 KBS2 단막극 《KBS 드라마게임 - 확인》 (1990-12-21)
- 1990년 KBS1 성탄특집극 《1990년 12월 24일 눈 쏟아짐》
- 1991년 KBS2 수목미니시리즈 《레테의 연가》... 집필
- 1991년 SBS 단막극 《SBS 여성극장 - 술래의 잠》 (1991-12-19)
- 1991년 SBS 단막극 《SBS 여성극장 - 돌지 않는 바람개비》 (1991-12-26)
- 1992년 SBS 단막극 《SBS 여성극장 - 아브라함은 이삭을 낳고》 (1992-01-16)
- 1992년 SBS 단막극 《SBS 여성극장 - 결혼 행진곡》 (1992-02-20)
- 1992년 SBS 단막극 《SBS 여성극장 - 우리 다시 만날 때는》 (1992-02-27)
- 1992년 KBS2 수목미니시리즈 《수요일은 모짜르트를 듣는다》... 집필
- 1992년 SBS 일요극장 -> 월요드라마 《금잔화》... 집필
- 1993년 SBS 월화미니시리즈 《우리들 뜨거운 노래》... 집필
- 1993년 SBS 광복절 특집극 《소망》
- 1993년 SBS 월화 드라마 《테마 시리즈 제1화 사랑이라 부르는 것 - 제1부 이웃 간의 사랑 이야기》 (1993.08.30~31)
- 1993년 ~ 1994년 SBS 아침연속극 《여자의 거울》... 집필
- 1995년 KBS2 수목미니시리즈 《갈채》... 집필
- 1995년 ~ 1996년 SBS 월화대기획 《야망의 불꽃》... 집필
- 1996년 ~ 1997년 SBS 아침연속극 《때로는 타인처럼》... 집필
- 1998년 SBS 월화 미니시리즈 《바람의 노래》... 집필
- 1999년 SBS 아침연속극 《지금은 사랑할 때》... 집필
- 1999년 ~ 2000년 KBS2 주말연속극 《사랑하세요?》... 집필
- 2001년 KBS1 일일연속극 《우리가 남인가요》... 집필
- 2004년 KBS1 일일연속극 《백만송이 장미》... 집필
- 2005년 ~ 2006년 KBS2 주말연속극 《슬픔이여 안녕》... 집필
- 2007년 KBS1 일일연속극 《하늘만큼 땅만큼》... 집필
- 2008년 SBS 주말극장 《유리의 성》... 집필
- 2010년 SBS 주말극장 《이웃집 웬수》... 집필
- 2011년 ~ 2012년 MBC 일일연속극 《오늘만 같아라》... 집필
- 2012년 MBC 추석특집극 《못난이 송편》... 집필
- 2013년 ~ 2014년 MBC 주말연속극 《사랑해서 남주나》... 집필
- 2015년 KBS2 주말연속극 《파랑새의 집》... 집필 (1회 ~ 4회)

## 저서
- 2005년 《술래의 잠》 (한국 대표 드라마 작가선 3 - 최현경 TV드라마 단편선) (시나리오친구들, ISBN 9788989538059)

1. 미로일기 2. 닻 3. 확인 4. 술래의 잠 5. 아브라함을 이삭을 낳고 6. 결혼 행진곡 7. 소망

## 학력
- 1984년 경상국립대학교 불어불문학과 졸업[1][2]
- 1995년 중앙대학교 신문방송대학원 연극영화학 졸업

## 경력
- 한국방송작가협회 이사 역임
- 한국방송작가협회 부이사장

## 수상
- 제1회 한국방송작가협회 교육원 우수상
- 제2회 한국방송작가협회 교육원 최우수상
- 2001년 KBS 연기대상 작가상 《우리가 남인가요》